# 庾文君
庾 文君（ゆ ぶんくん）は、中国東晋の明帝の皇后。成帝の母。潁川郡鄢陵県の出身。父は左将軍の庾琛。母は妾の荀茂。兄は庾亮・庾冰、弟は庾翼。

## 生涯
美女で有名だった。皇太子司馬紹（後の明帝）に嫁ぎ、太子妃となった。大興4年（321年）、司馬衍（後の成帝）を産んだ。
太寧元年（323年）6月、明帝が即位すると、皇后に立てられた。明帝が崩ずると、文君が皇太后となって垂簾聴政した。
咸和3年（328年）、蘇峻が蘇峻の乱を起こし、2月に皇宮が陥落した。文君は乱兵の中で多くの辱めを受け、3月、悲慟のうちに崩じた。享年は32。穆と諡された。
後に姪（庾冰の娘）の庾道憐が成帝の子、廃帝司馬奕の皇后になった。

## 伝記資料
- 『晋書』巻32 列伝第2 后妃下